# Brunnsbacken

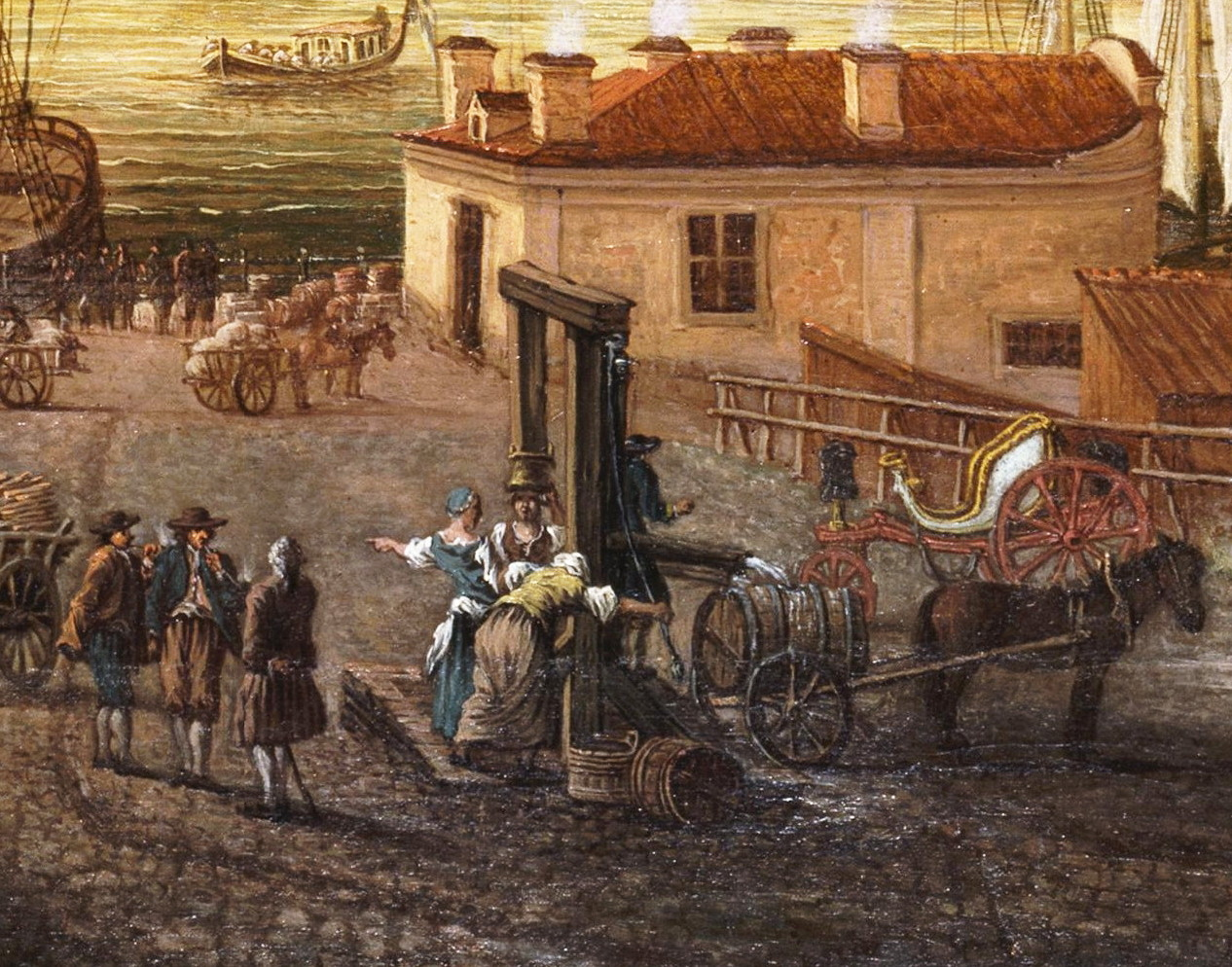
Brunnsbackens brunn 1773. Målning av J. Sevenbom (detalj).

Brunnsbacken var en gata på Södermalm i Stockholm. Brunnsbacken låg i västra delen av nuvarande Södermalmstorg mellan Södra stadshuset och det inte längre existerande kvarteret Järngraven. Brunnsbacken försvann i början av 1930-talet när Slussen gjordes om.

## Historik
Brunnsbacken var förlängningen av Hornsgatan österut mot Stadsgården. Namnet härrörde från den brunn som fanns här på 1600- och 1700-talen. I Holms tomtbok från 1674 är en brunn markerad utanför Södra stadshusets  norra flygel. År 1733 förekommer begrepp som Söder Brun och 1771 Södermalms Torg-Brunn. På målningen ”Utsikt från Brunnsbacken över Saltsjö” utförd av Johan Sevenbom år 1773, syns brunnen där kvinnor hämtar vatten och vattentunnan på en hästvagn fylls på. Skuggornas riktning antyder att det är en tidig sommarmorgon. Brunnen försågs 1785 med en rund överbyggnad av sten, förmodligen efter ritningar av Erik Palmstedt. Den revs i samband med järnvägens framdragande på 1860-talet.
Under slutet av 1880-talet började spårvagnar trafikera Brunnsbacken och Hornsgatan. Den starka stigningen klarade bara ångspårvagnar. 1890 skrev journalisten Claës Lundin: ... svänger ångspårvagnen upp för Brunnsbacken, en mycket stark stigning, hvilken aldrig kunnat öfvervinnas med hästar för en så stor spårvagn. Nu går det helt hastigt och lustigt, och, innan man hunnit tänka på hvilken höjd man dragits upp för, befinner man sig på Södermalmstorg och Hornsgatan...
Fram till 1931 fanns vid Brunnsbacken 4 den kända Restaurang Pelikan, belägen i Bryggareämbetets hus i kvarteret Järngraven och senare flyttad till Blekingegatan. Under Brunnsbacken byggdes på 1860-talet en kort tunnel som ledde den nya järnvägen från Södra tunneln förbi framför Södra stadshuset och  Järngraven samt vidare över Söderströms och Norrströms broar mot Stockholms centralstation (se Sammanbindningsbanan). I samband med bygget av nuvarande Slussen under 1930-talets början revs byggnaderna i kvarteret Järngraven, marken höjdes och den gamla Brunnsbacken integrerades i Södermalmstorg.

### Historiska kartor

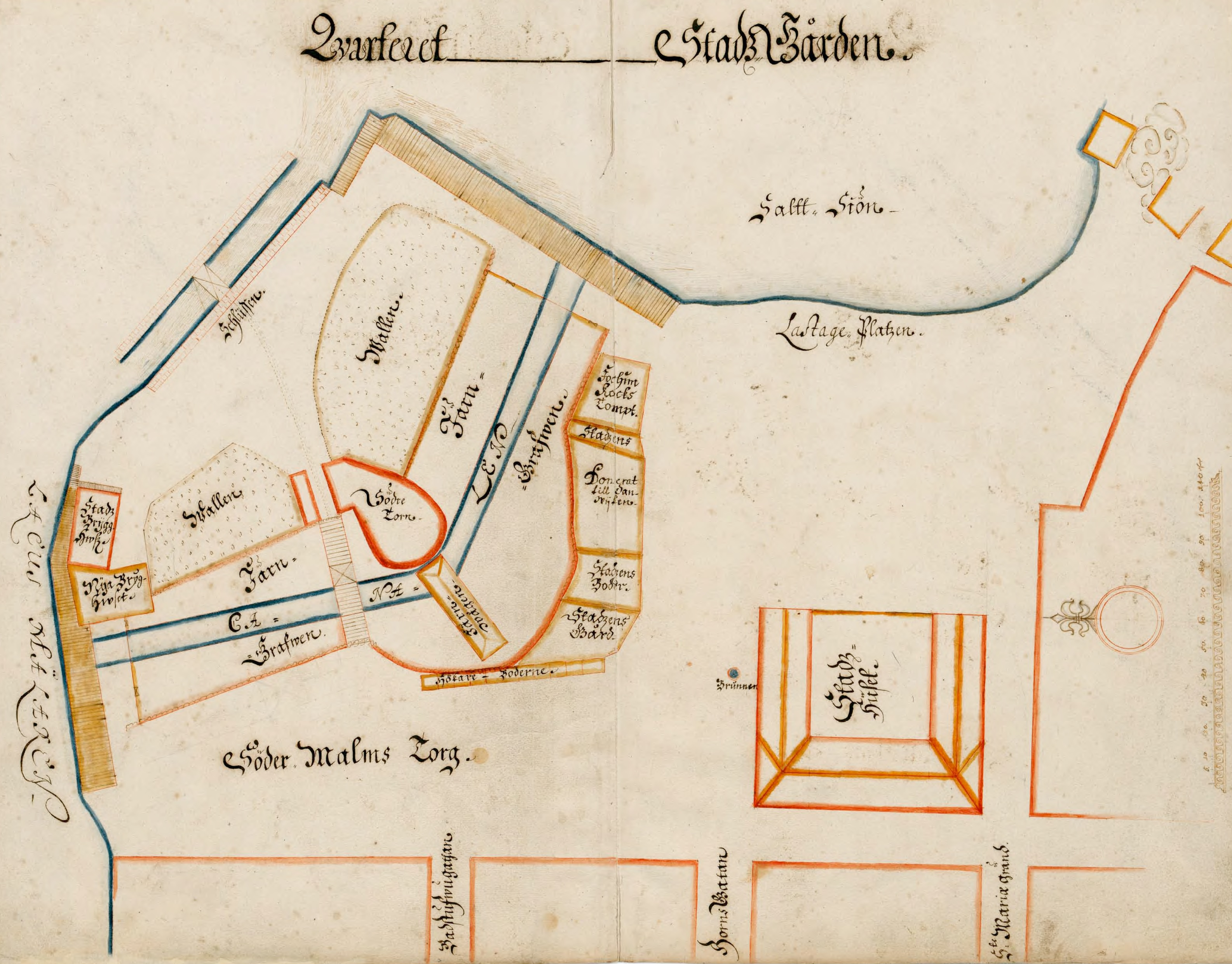
1674, norr är till vänster
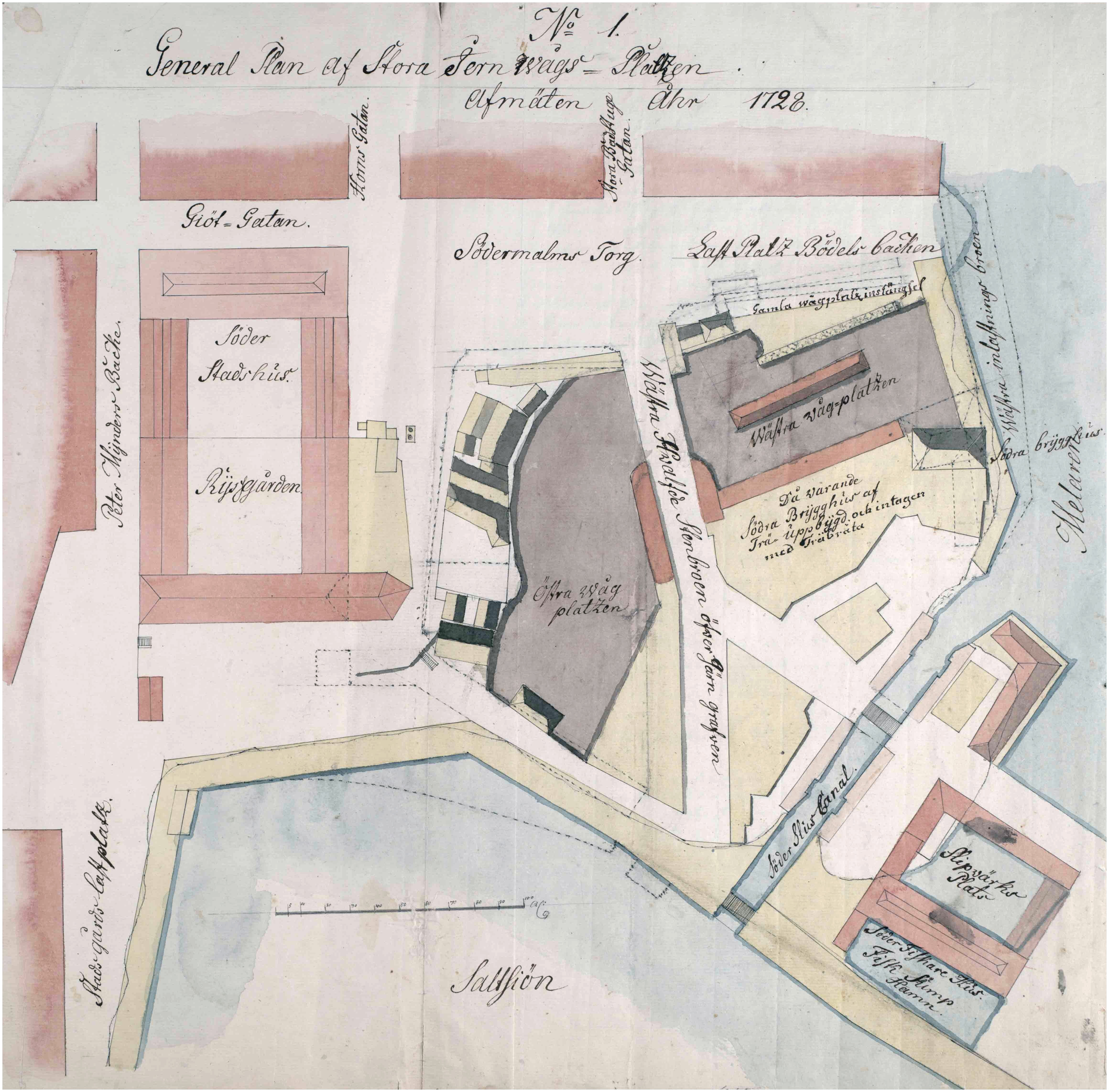
1728, norr är till höger
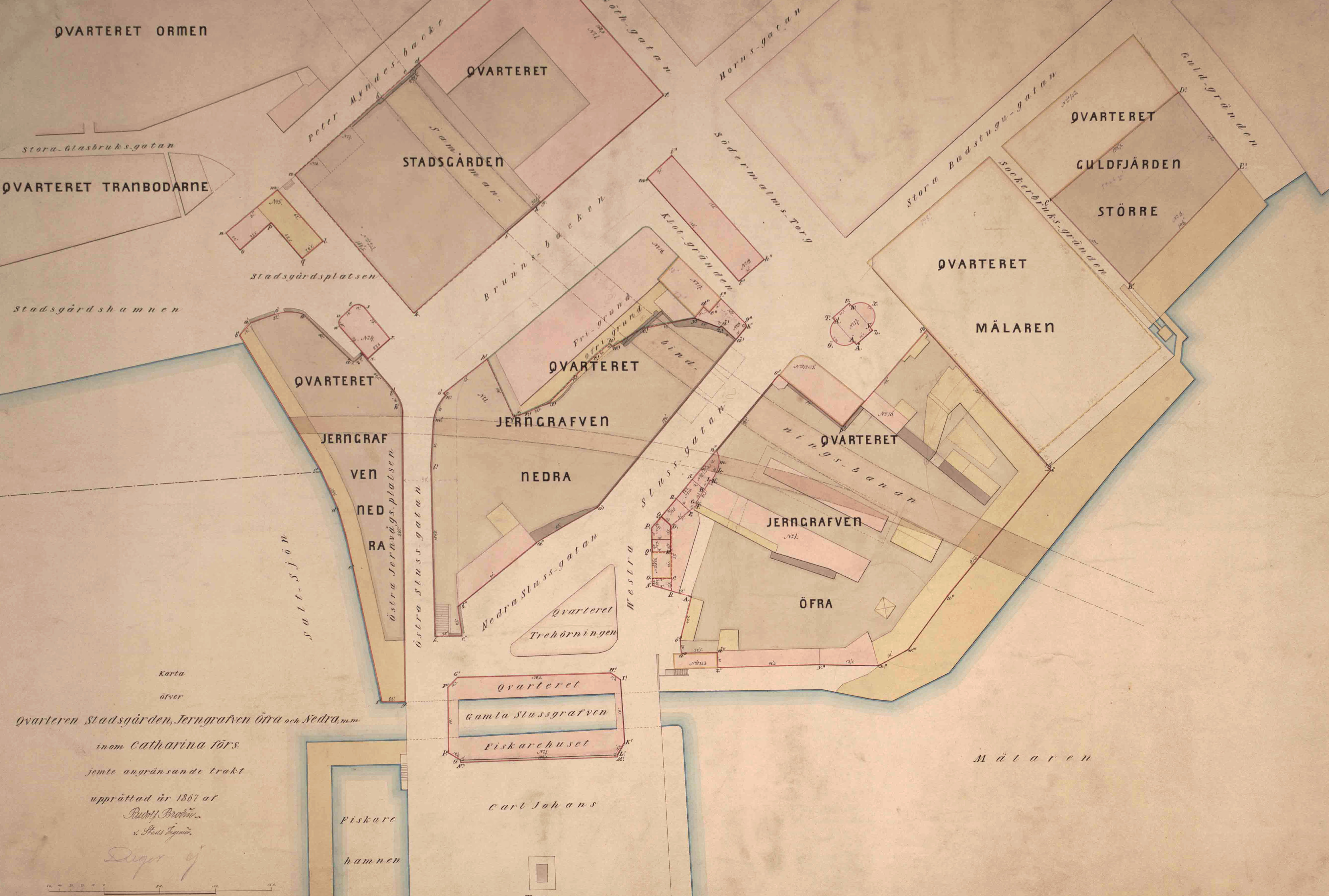
1867, norr är nedåt
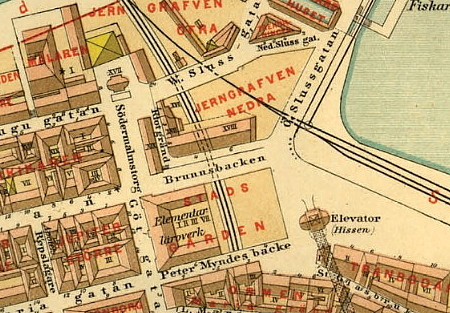
1885

### Historiska fotografier

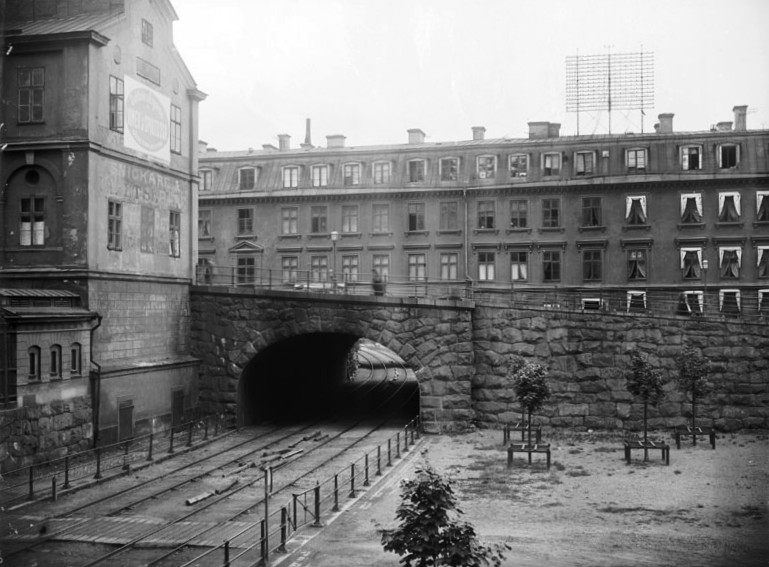
Järnvägstunneln under Brunnsbacken, 1896
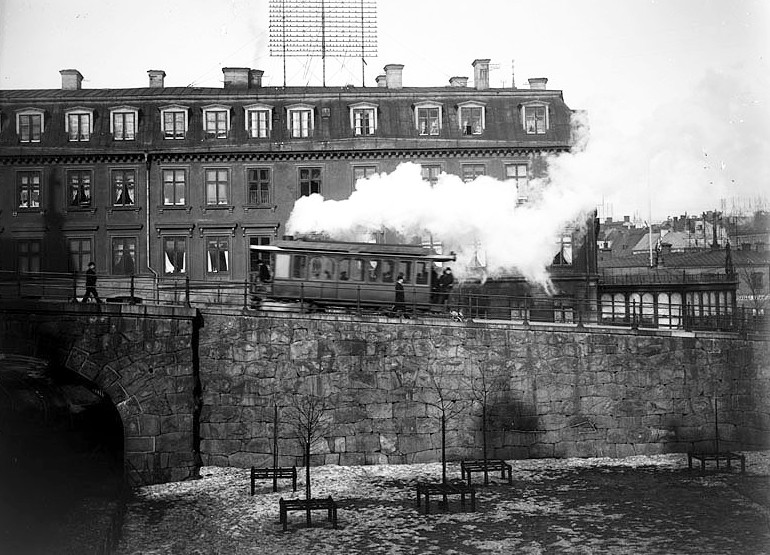
Ångspårvagn på väg uppför Brunnsbacken, 1896
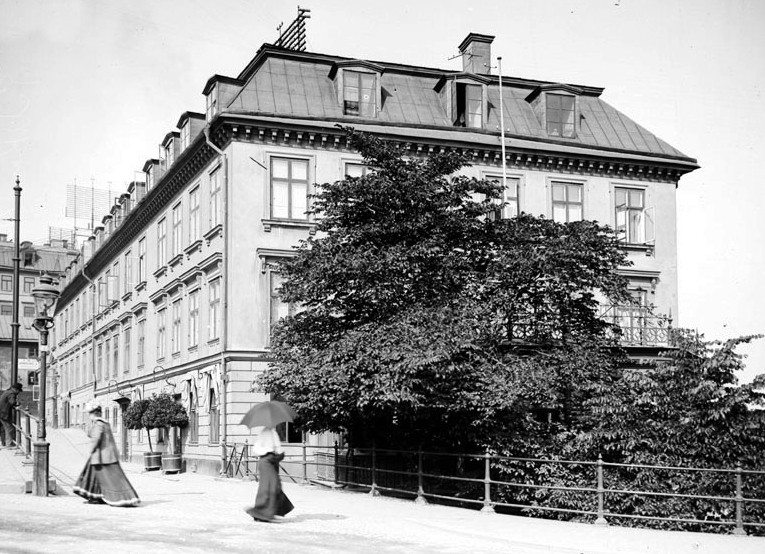
Kvarteret Järngraven med Restaurang Pelikan, 1912
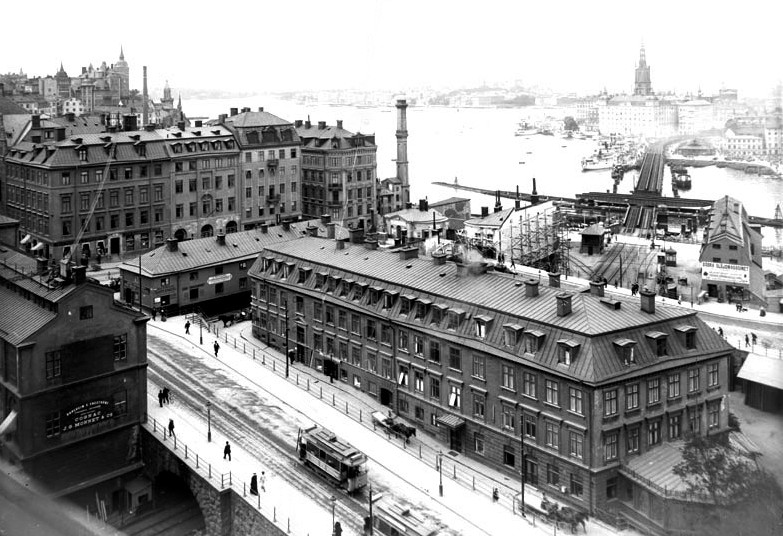
Brunnsbacken och kvarteret Järngraven, 1901-1920

## Utgrävningar

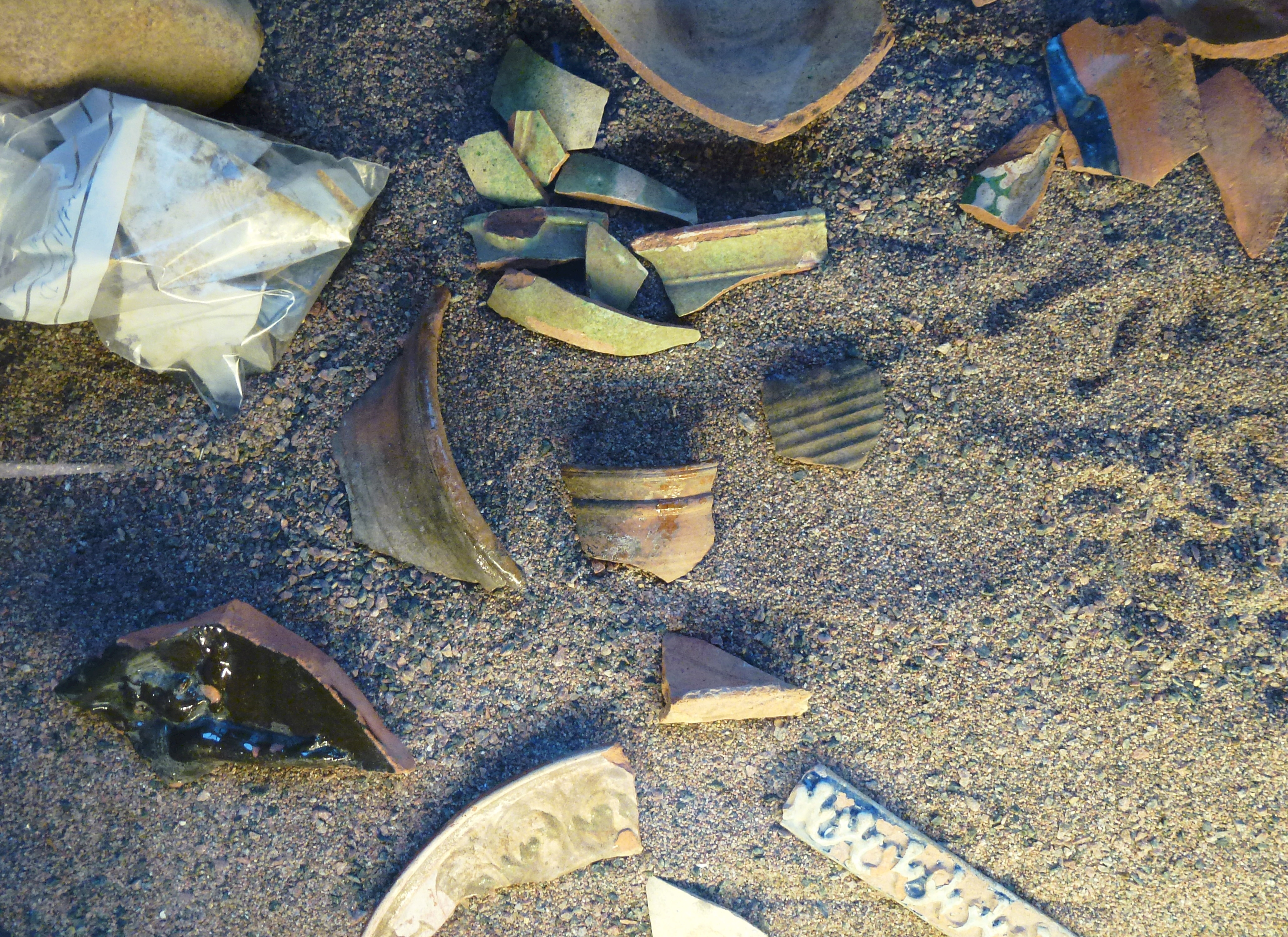
Fynd från sommaren 2013 utställda på Stockholms stadsmuseum.

I samband med förberedande arbeten för projekt Slussen utfördes på hösten 2013 schaktarbeten utanför Stockholms stadsmuseums norra flygel. Arkeologer från Arkeologikonsult, som övervakade arbetet, upptäckte då arkeologiska lämningar flera meter under dagens gatunivå. Bland annat hittades keramikskärvor och kritpipor samt kullerstensbeläggningen av det som en gång var Brunnsbacken. Den ledde ner till brunnen som låg vid 1700-talets Södermalmstorg och gav backen dess namn. Kullerstenarna är fint lagda för att backen skulle bli så slät som möjligt.
Den nu framgrävda kullerstensbeläggningen syns på Johan Sevenboms Utsikt från Brunnsbacken över Saltsjön från 1773. Under lämningarna av Brunnsbacken finns en ännu äldre gatubeläggning bevarad, som är en del av Stockholms medeltida gatunät.
På torget har flera äldre gatunivåer påträffats och rester efter enklare bodar och tegelhus från 1500- och 1600-talen, bland annat en välbevarad ugn i källaren till ett tegelhus vars yngsta delar är från 1600-talet. De äldsta delarna är troligen från slutet av 1500-talet. Huset hade två våningar och ett bageri i källaren. Här fann arkeologerna en stor bakugn och fint hugget stengolv. Liksom övriga hus i kvarteret revs husen i samband med att den nya reglerade Hornsgatan och Brunnsbacken drogs fram runt år 1650. I mars 2014 nådde arkeologerna åtta meter under dagens gatunivå och grävde fram det som Arkeologikonsult betecknar som Södermalms hittills äldsta påträffade gata. Det rör sig om en bit stenlagd gata från sena 1200- eller tidiga 1300-talet som löpte utmed stranden.

### Bilder från utgrävningen

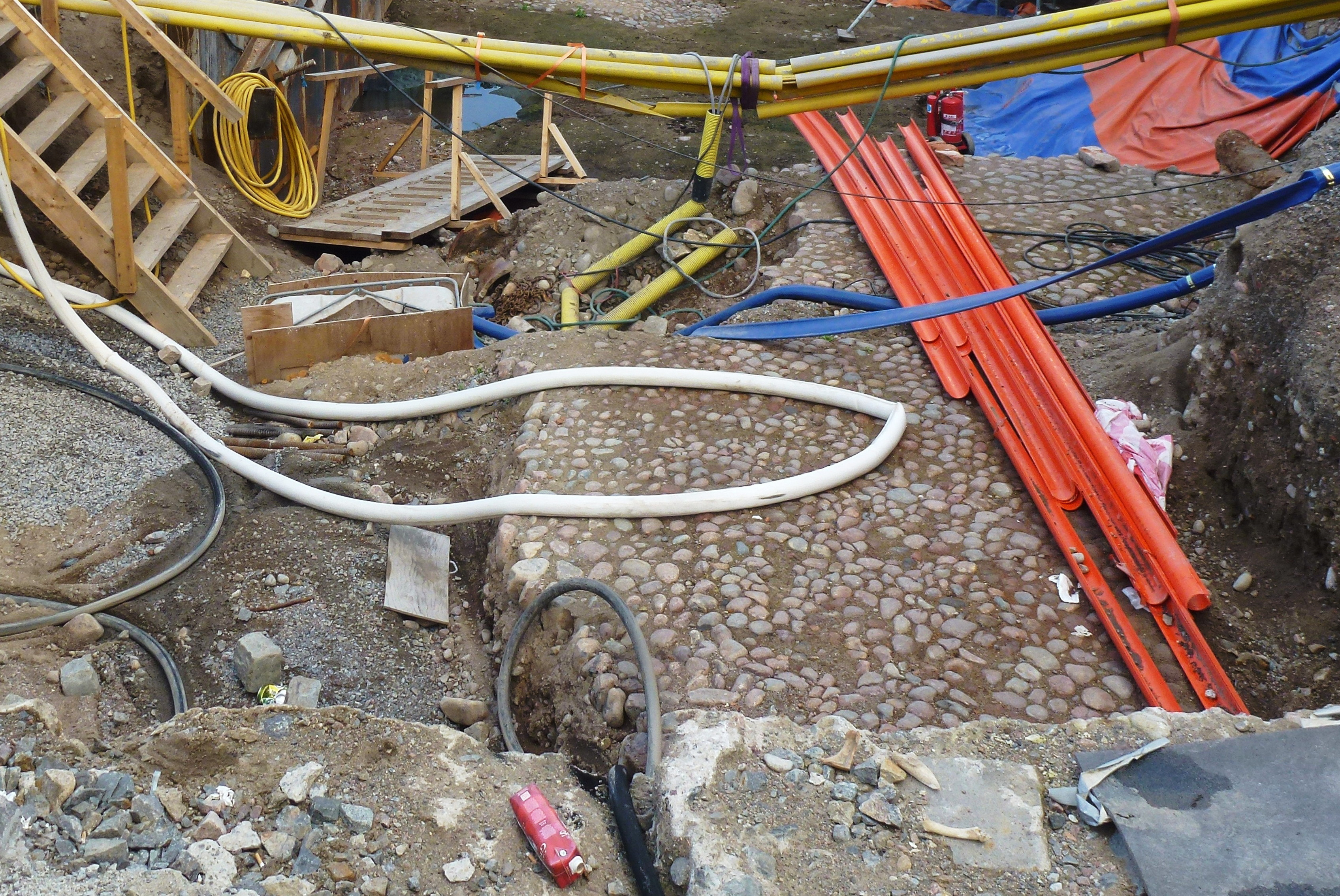
Kullersten, september 2013.
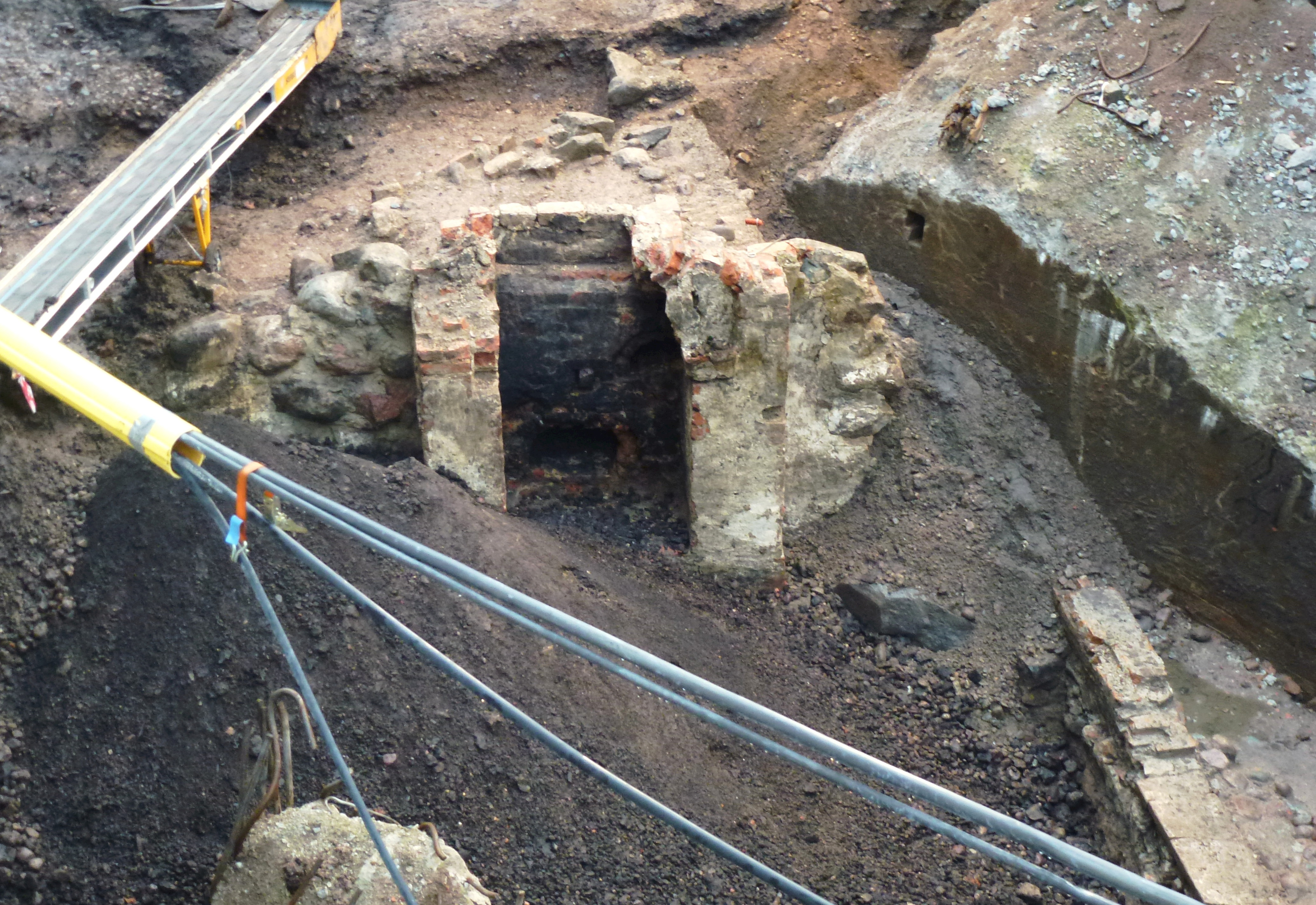
Bakugn, november 2013.
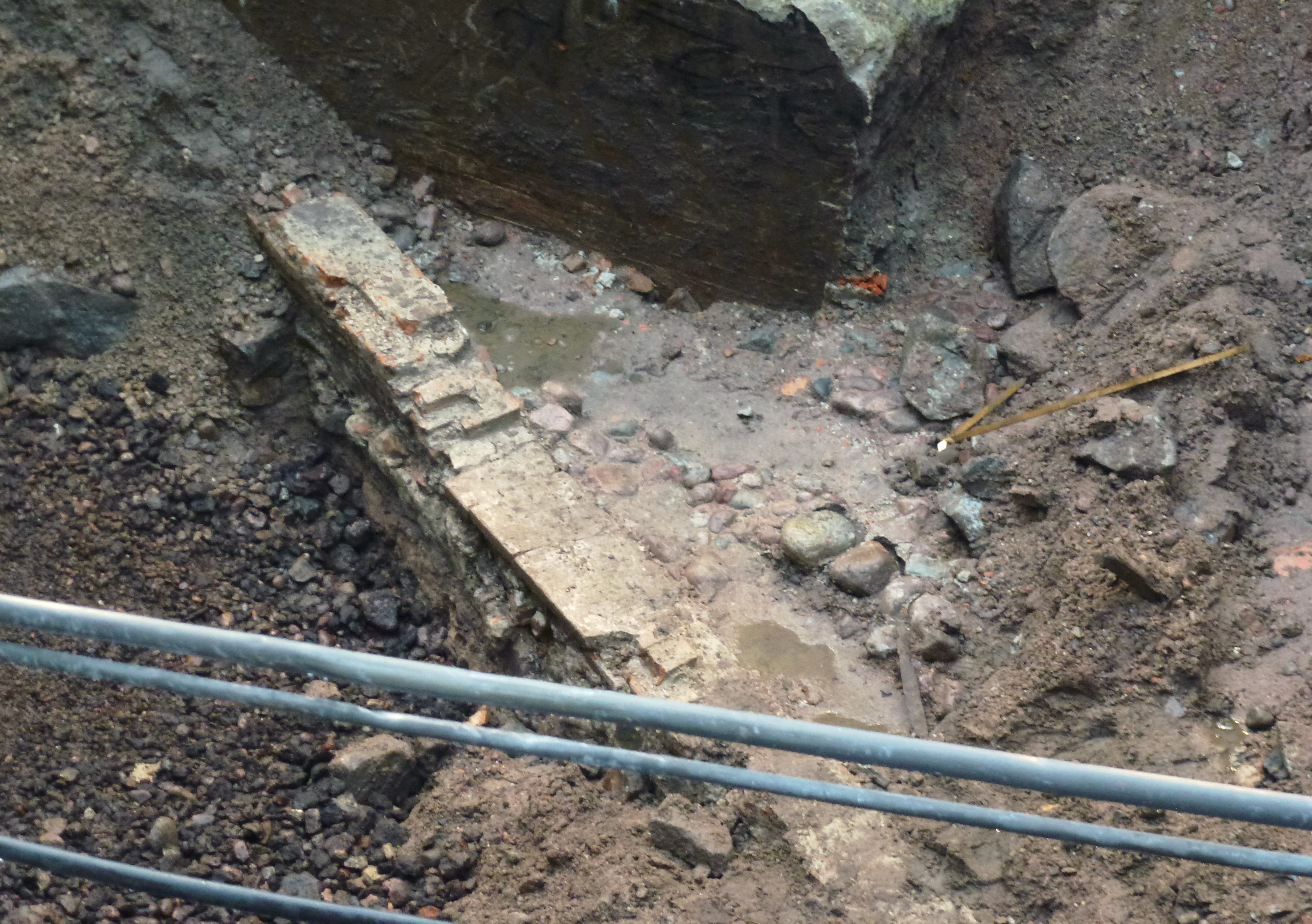
Stenfundament, november 2013.
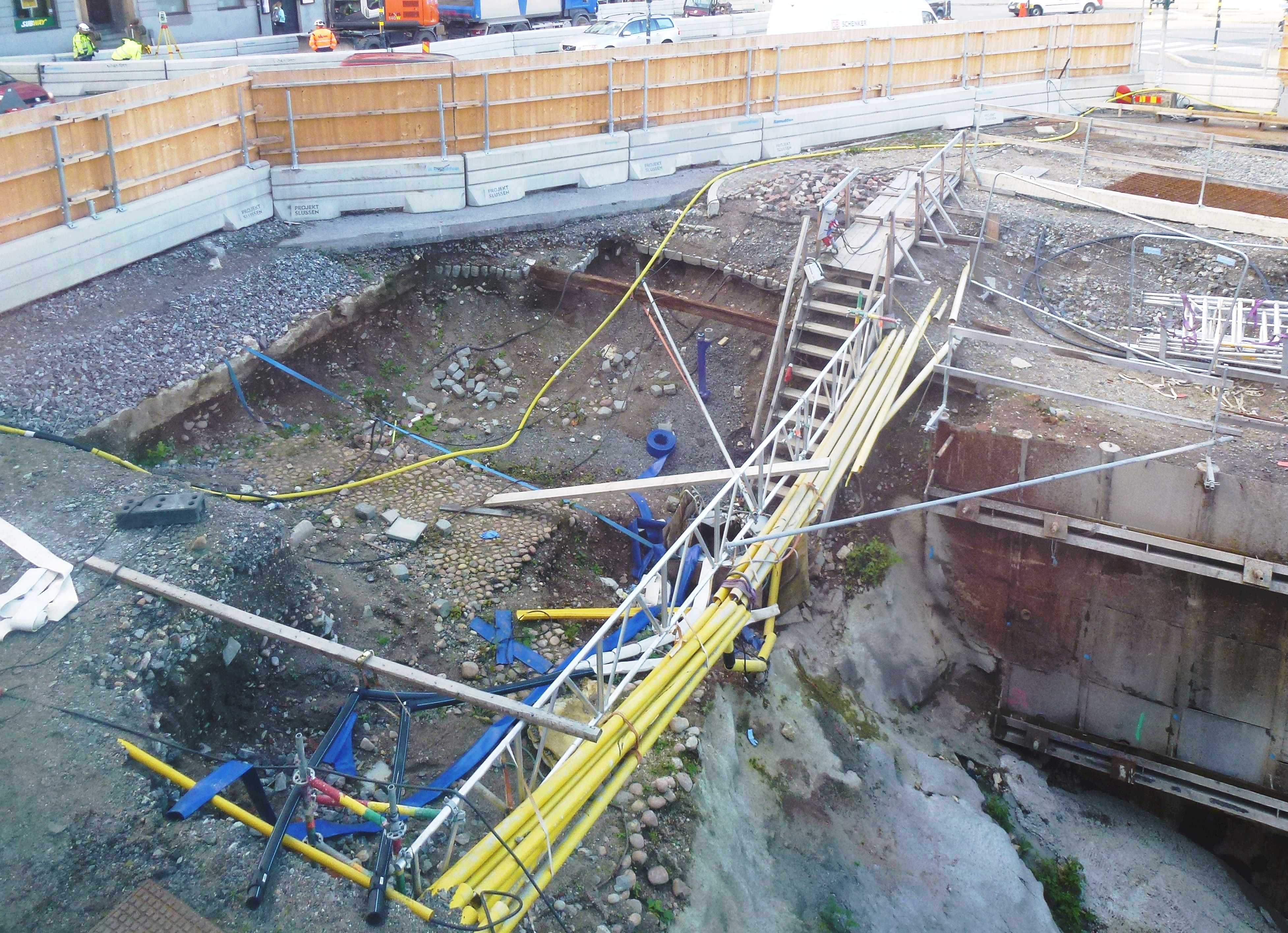
Gropen fylls igen, oktober 2014.